# Sniper Elite V2
Sniper Elite 2 — тактична стелс-відеогра, шутер від третьої особи розроблений у 2012 році британською компанією Rebellion для Microsoft Windows, Xbox 360 та PlayStation 3. Гра являє з себе продовженням оригінального Sniper Elite. Події другої частини відбуваються у тому ж місці і тому ж часовому проміжку, що і частини першої, але сюжет дещо видозмінений. Сюжет другої частини розповідає про американського офіцера управління стратегічних служб, завдання якого усунути групу вчених залучених до німецької програми розробки ракет Фау-2, до того, як до них добереться Червона армія.
14 травня 2019 вийшов ремастер гри для платформ Microsoft Windows, Nintendo Switch, PlayStation 4 та Xbox One.

## Геймплей
Sniper Elite 2 це тактичний стелс-шутер від третьої особи, який заохочує гравця вести не прямий бій з противником, а використовувати скритність, застосовувати міни та триматися від ворога на відстані. Більшість місій одиночної кампанії пропонують гравцеві декілька маршрутів, зокрема через багатоповерхівки і бічні вулички, аби гравець міг знайти оптимальну точку для спостереження або ведення вогню, або сховатися від переслідування ворога. Вибір позиції відіграє важливу роль у геймплеї, адже гравець повинен шукати позиції де вороги будуть у його зоні контролю, і при цьому гравець не буде замічений.
Події гри відбуваються під час Другої світової війни, тому озброєння гравця відповідатиме цьому часовому проміжку. Основною зброєю гравця виступатиме снайперська гвинтівка і будучи симулятором снайпера, у грі при стрільбі враховується багато факторів: вага кулі, напрямок і швидкість вітру, поза персонажа під час стрільби та його серцебиття (у спокійному стані серцебиття персонажа буде в районі 60 ударів за хвилину, а під час бігу може підніматися до 120 ударів за хвилину, і в разі якщо після бігу персонаж зупиниться і почне цілитися приціл буде сильно хитатися). У снайперському режимі доступна функція фокусування. Персонаж завмирає і у прицілі з'являється ромбик який показує точне місце влучання кулі з урахуванням всіх зовнішніх факторів. Цей режим підходить для одиночних цілей, адже дає змогу точно влучити у ціль, уповільнивши час. Проте таке прицілювання потребує трохи більше часу, і довго цілитися у такому режимі не можливо адже це піднімає пульс гравця. Крім снайперської гвинтівки у інвентарі гравця тако будуть: автомат, пістолет, розтяжки та різного роду вибухівка (гранати, динаміт, міни). Також у гравця є бінокль який можна використовувати для позначання противника та їх рухів.
Головною особливістю гри є система «X-Ray Kill Cam» яка дає змогу подивитися на свій вдалий постріл в уповільненій зйомці від моменту вильоту кулі з ствола гвинтівки до моменту влучання кулі в ціль. Крім цього буде показана анатомічно правильне зображення частини тіла у рентгені куди влучив гравець, і пошкодження які завдала кісткам і органам противника куля. Також гравець може стріляти і в гранати які носять з собою вороги, аби знищити власника гранати і тих хто поруч. Крім гранат також можна стріляти у баки автомобілів, цистерни та деякі артилерійські снаряди.

### Багатокористувацька гра
Sniper Elite 2 також підтримує багатокористувацьку мережеву гру, де гравці можуть брати участь у кооперативній грі в серії ігрових режимів.

#### Kill Tally
Режим у якому двоє гравців з нескінченим запасом набоїв і вибухівки відбивають хвилі ворога, які з кожним разом стають все складнішими. Хоч кожен гравець імовірно гратиме з метою вбити більше ворогів ніж опонент, гравці повинні співпрацювати разом, аби прожити довше.

#### Bombing Run
Гравці повинні відремонтувати вантажівку щоб втекти з ігрової зони до того як зону розбомблять.

#### Overwatch
У гравців є завдання, але кожен гравець має свою роль. Перший — має бінокль і зброю близького радіусу дії. Він помічає противників для другого гравця і прикриває його. Другий — має снайперську гвинтівку і знищує ворога на далекій відстані.
У кооперативному режимі двоє гравців можуть проходити і місії кампанії.
У версії для Wii U відсутній кооперативний режим та таблиця лідерів.